# 陳潞
陳潞（1918年－2005年5月27日），原名陳守朱，又名陳泰來，廣東順德人，中國香港作家，投身香港文化工作四十多年，並且曾對《紅樓夢》及《金瓶梅》有深入研究。他早年擔任《良友畫報》編輯及畫冊《錦繡中華》主委，其後改為在《星報》、《東方日報》擔任副刊編輯。著名作品包括《醉翻風月鑑》、《金瓶梅演繹》、《雙星樓清韻》、《嶺南新話》、《韻海拾貝》等。